# Partidul Uniunea Democratică (Siria)
Partidul Uniunea Democratică (în kurdă Partiya Yekîtiya Demokrat, abreviat PYD; în arabă حزب الاتحاد الديمقراطي, translit Ḥizb al-Ittiḥad al-Dimuqraṭiy; în siriacă ܓܒܐ ܕܚܘܝܕܐ ܕܝܡܩܪܐܛܝܐ, translit Gabo d'Ḥuyodo Demoqraṭoyo) este un partid politic kurd de orientare confederalistă democratică înființat în nordul Siriei, pe 20 septembrie 2003. Partidul este membru fondator al Comitetului Național de Coordonare pentru Schimbare Democratică și a fost descris de Carnegie Middle East Center drept „unul din cele mai importante partide kurde de opoziție din Siria”. PYD este forța politică ce conduce Federația Democratică a Nordului Siriei și regiunile sale. Inginerul chimist Saleh Muslim a devenit președintele său în 2010, iar Asya Abdullah co-președinte, in iunie 2012.

## Ideologie
Pe pagina sa web oficială, PYD își declară atașamentul pentru „egalitate socială, justiție și libertatea de conștiință”, precum și pentru „pluralism și libertatea de asociere politică”. Partidul se descrie ca „militând pentru o soluție democratică, care să includă recunoașterea drepturilor culturale, naționale și politice și care să dezvolte și să îmbunătățească lupta lor [kurzilor] pașnică pentru autoguvernare într-o societate multiculturală, democratică”. PYD este membru al câtorva organizații, printre care Uniunea Comunităților din Kurdistan (KCK). Partidul a adoptat ca ideologie confederalismul democratic și a implementat în ideile lui Murray Bookchin și Abdullah Öcalan în Rojava, unde sute de comune alcătuite din cartiere au fost înființate în cele trei regiuni.
Precum supra-organizația KCK în general, PYD critică orice formă de naționalism, inclusiv cel kurd. Această politică îl situează într-un puternic contrast cu viziunile naționaliste ale Consiliului Național Kurd.

## Istoric

### Origini și înființare (2003 și anterior)
În timp ce guvernul Baas sirian a dus mereu o politică de opresiune împotriva propriei minorități kurde, fostul președinte Hafez al-Assad a sprijinit facțiunile kurde din Irak și Turcia, țări vecine Siriei, pentru a pune presiune pe rivalii săi regionali. În 1975, Assad i-a oferit liderului kurd irakian Jalal Talabani azil în Damasc pentru a-și putea înființa Uniunea Patrioților din Kurdistan (PUK). Începând din anii 1980, Assad a sprijinit și Partidul Muncitorilor din Kurdistan (PKK), care lupta împotriva rivalului său regional Turcia, până când a trebuit să se încline în fața presiunilor venite de la Ankara și să caute să-și îmbunătățească relațiile politicale și economice cu statul turc.
În 1998, guvernul sirian a interzis partidele și organizațiile politice kurde, inclusiv PUK și PKK. Cinci ani mai târziu, kurzii sirieni au format PYD. În același an, Salih Muslim a părăsit Partidul Democratic Kurd din Siria (KDP-S), un afiliat al Partidului Democratic Kurd din Irak, și s-a alăturat nou-formatului PYD. Conform Carnegie Middle East Center, PYD a suferit inițial ani de represiune violentă din partea regimului sirian.
Surse turce au afirmat că PYD a fost fondat în secret în 2003, de către PKK, în timp ce alte surse l-au descris ca pe un partid obișnuit, fondat de separatiști kurzi. În The World Factbook, Agenția Centrală de Informații a definit și ea PYD drept aripa siriană a PKK.